# Urząd Haseldorf
Urząd Haseldorf (niem. Amt Haseldorf) – dawny urząd w Niemczech w kraju związkowym Szlezwik-Holsztyn, w powiecie Pinneberg. Siedziba urzędu znajdujdowała się w mieście Uetersen. 1 stycznia 2017 urząd został zlikwidowany a jego gminy zostały przyłączone do związku gmin Moorrege.
W skład urzędu wchodziły trzy gminy:
1. Haselau
2. Haseldorf
3. Hetlingen